# Notropis saladonis
Notropis saladonis är en fiskart som beskrevs av Hubbs och Hubbs, 1958. Notropis saladonis ingår i släktet Notropis och familjen karpfiskar. IUCN kategoriserar arten globalt som utdöd. Inga underarter finns listade i Catalogue of Life.